# German Colony (Jerusalem)

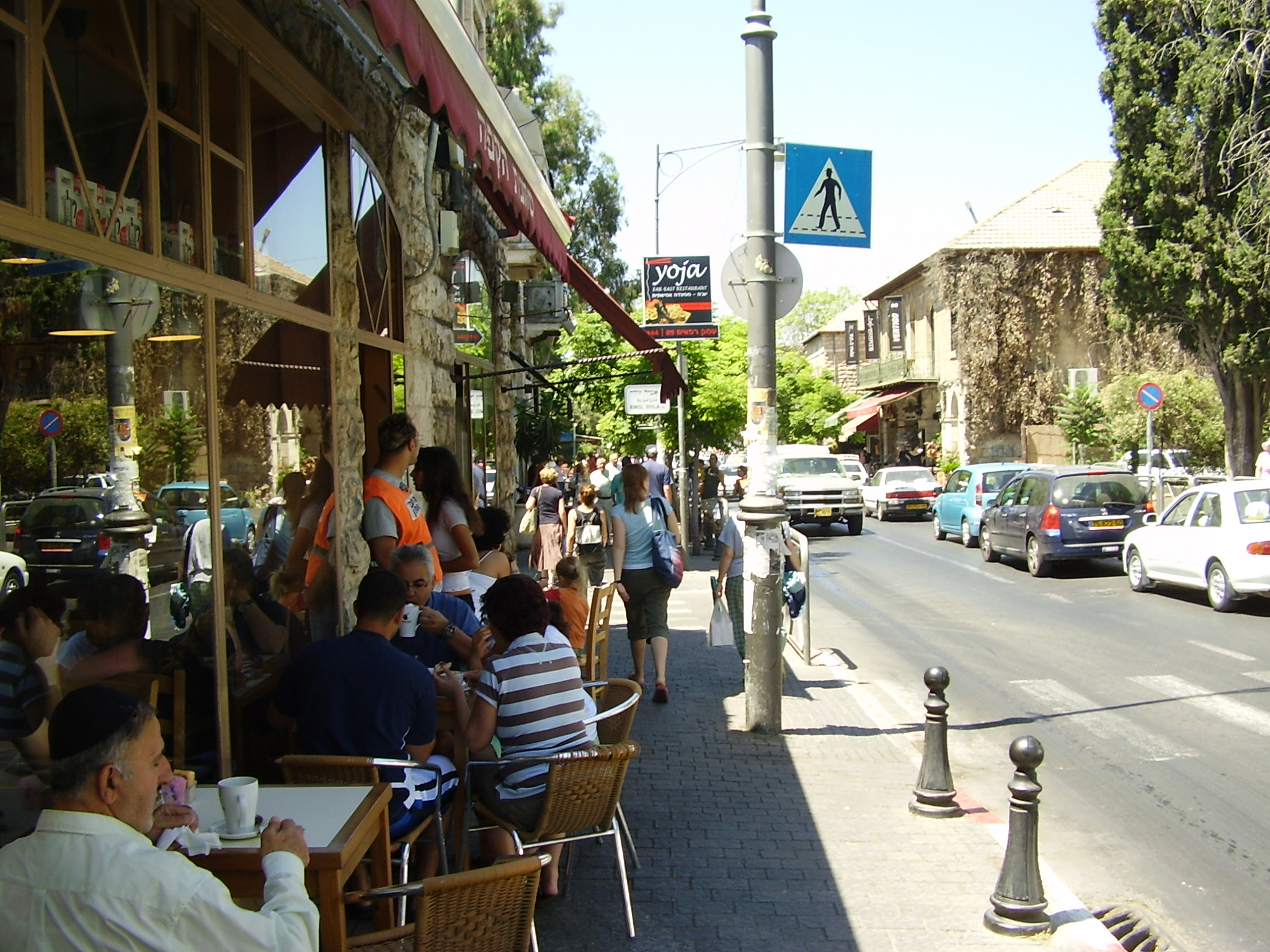
Straßenszene, Emeķ Refa’im Street (2007)

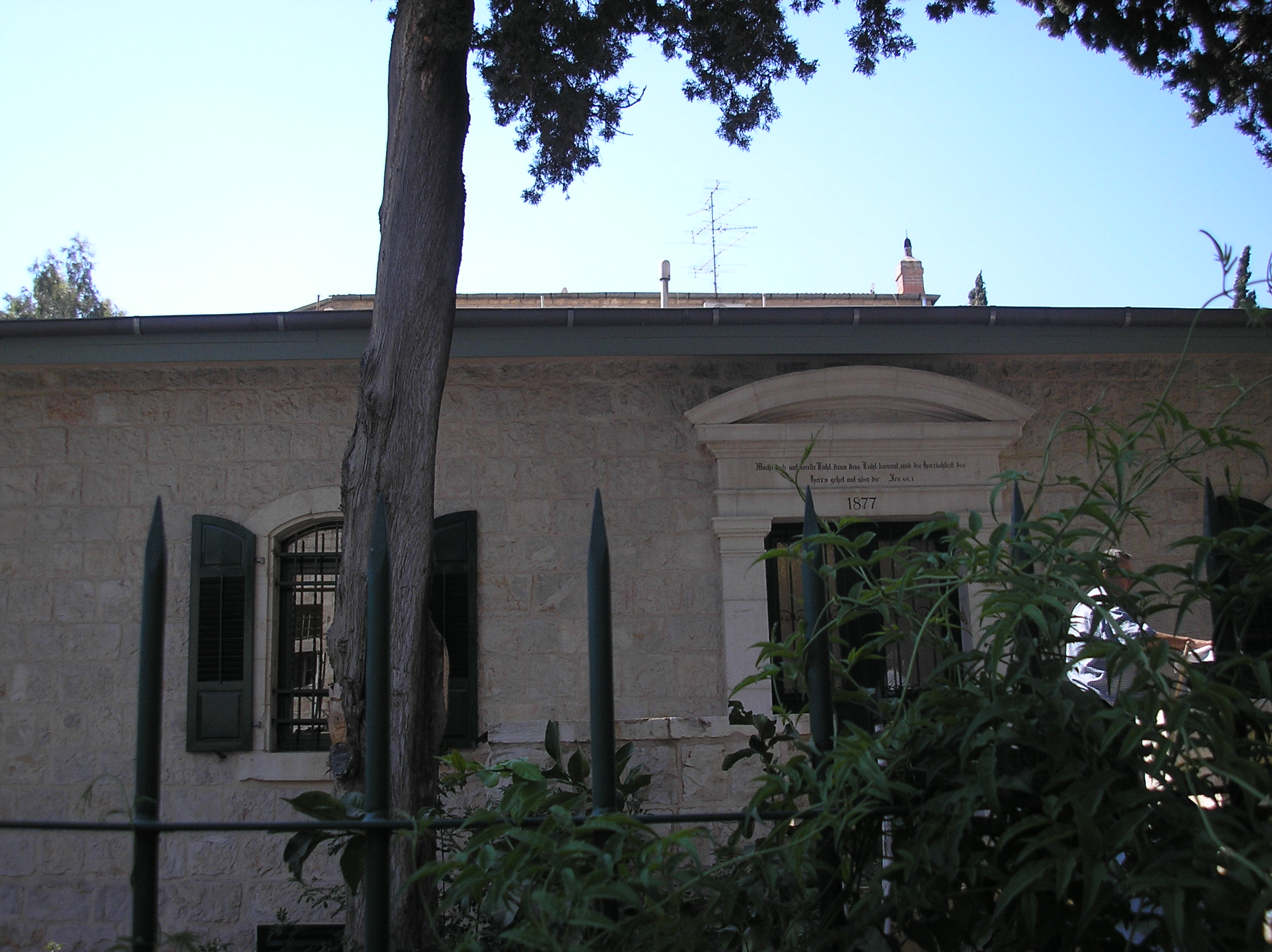
Portal mit Bibelvers von 1877

Die German Colony in Jerusalem (hebräisch הַמּוֹשָׁבָה הַגֶּרְמָנִית ha-Mōschavah ha-Germanīt) ist ein von Mitgliedern der Tempelgesellschaft im 19. Jahrhundert angelegter Stadtteil. Die German Colony ist heute ein bei Jerusalemern und Touristen gleichermaßen beliebtes Quartier mit Cafés, kleinen Läden und Restaurants.

## Geschichte

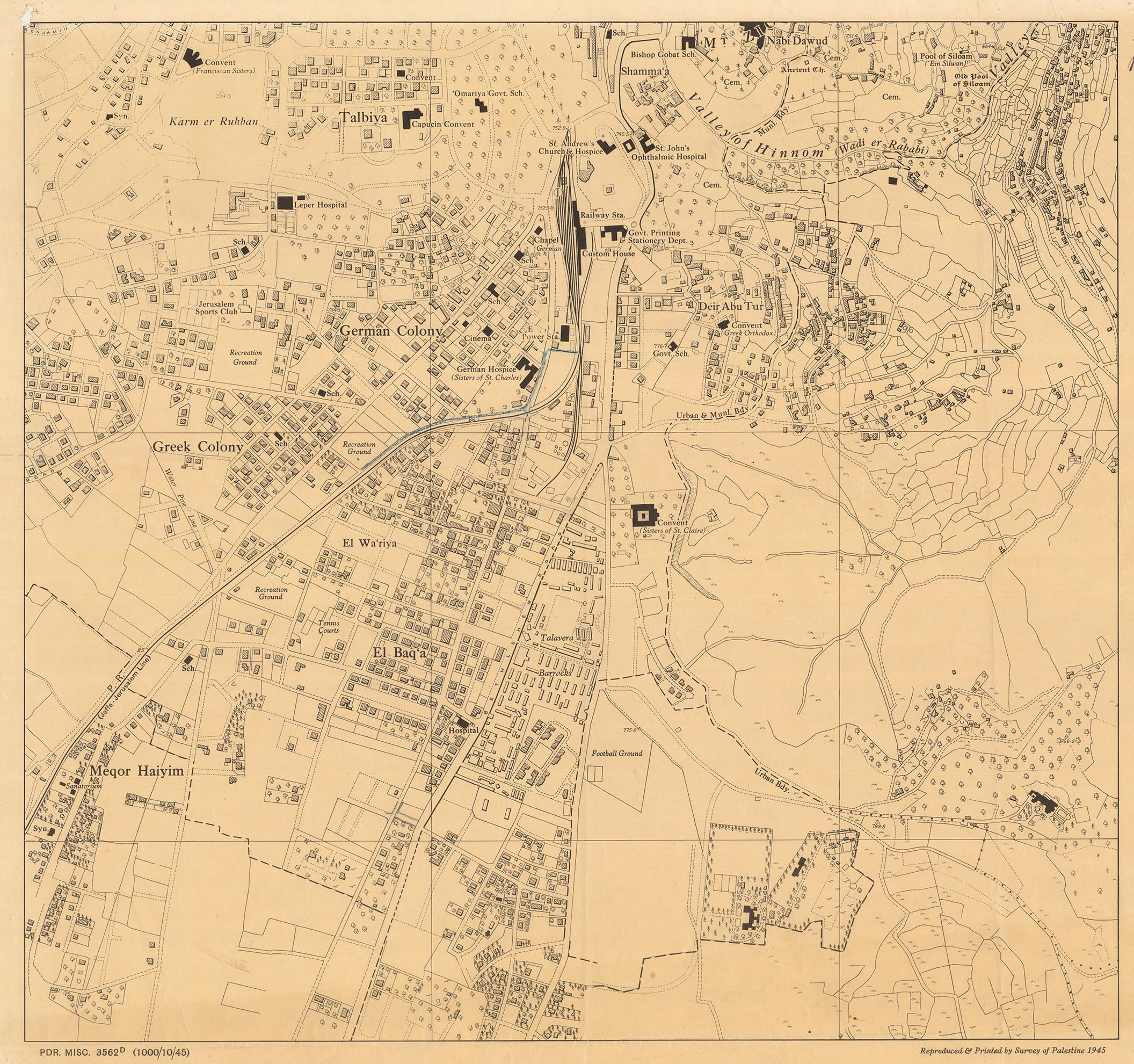
Survey of Palestine (1945), Kartenblatt Südwest-Jerusalem (Eran Laor Cartographic Collection, Israelische Nationalbibliothek)

Die Tempelgesellschaft ist eine aus dem Württembergischen Pietismus stammende Freikirche, die die Endzeit in Palästina erwarten wollte. Nach der Gründung von Siedlungen in Haifa und Jaffa ab 1868 erwarben die Templer 1873 vom griechisch-orthodoxen Patriarchat ein Stück Land nahe der Jerusalemer Altstadt. Sie identifizierten diese Ortslage mit dem im Alten Testament genannten Tal Refaim (Emeķ Refa’im). Anders als die sonstigen Templerkolonien hatte die Siedlung Emeķ Refa’im eher städtischen Charakter, auch wenn die Hausbesitzer jeweils ein Gartengrundstück bewirtschafteten. Die einzelnen rechteckigen Parzellen (meist 1 Dunam) wurden von einem Zaun oder einer Mauer mit schmiedeeisernem Tor umgeben. „1878 wurde die Leitung der Tempelgesellschaft und der Sitz des Tempelstifts, einer Ausbildungsstätte für junge Templer, von Jaffa nach Jerusalem verlegt. Dies zog viele Templerfamilien nach Jerusalem, so dass sich eine Kolonie etablieren konnte.“
In der typischen Art eines deutschen Straßendorfs angelegt, fiel Emeķ Refa’im schon dadurch auf, dass die Straße beiderseits mit Bäumen gesäumt war. Grüngestrichene Fensterläden und Eisengitter sowie rote Ziegeldächer vervollständigten das europäische Erscheinungsbild. Die Gebäude wurden mit Jerusalem-Stein ausgeführt. Es gab schlichte öffentliche Gebäude: das Gemeindehaus und zwei Schulen.
Die Bewohner betätigten sich als Handwerker (Bäcker, Schuhmacher usw.), aber auch als Ärzte, Architekten, Lehrer und Rechtsanwälte. Mit dem Bau der Bahnstrecke Jaffa–Jerusalem, die nahe an der Kolonie vorbeiführte (1892), wurde Emeķ Refa’im in die Jerusalemer Neustadt einbezogen und verlor (anders als Mea Schearim) seinen Charakter als religiöse Siedlung.
Als Kaiser Wilhelm II. 1898 Jerusalem besuchte, wurde er in der Templerkolonie begeistert empfangen. Auf dem Friedhof der Templer befindet sich ein Mahnmal für 24 Templer, die als deutsche Soldaten im Ersten Weltkrieg starben. Nach der britischen Eroberung Palästinas wurde ein Großteil der Templer in Ägypten interniert, kehrte aber nach einigen Jahren wieder zurück. Vor dem Zweiten Weltkrieg sympathisierten viele Templer mit dem Nationalsozialismus. Die britische Mandatsregierung deportierte die hier wohnenden Templer im Zweiten Weltkrieg nach Australien. Eine letzte Gruppe alter und gebrechlicher Personen verblieb bis zum Kriegsende im Hospiz der Borromäerinnen. Einige von ihnen wurden als Mitglieder der NSDAP 1949 aus dem Staat Israel ausgewiesen, die übrigen verließen Israel im folgenden Jahr.

## Baudenkmäler

### Gemeindesaal

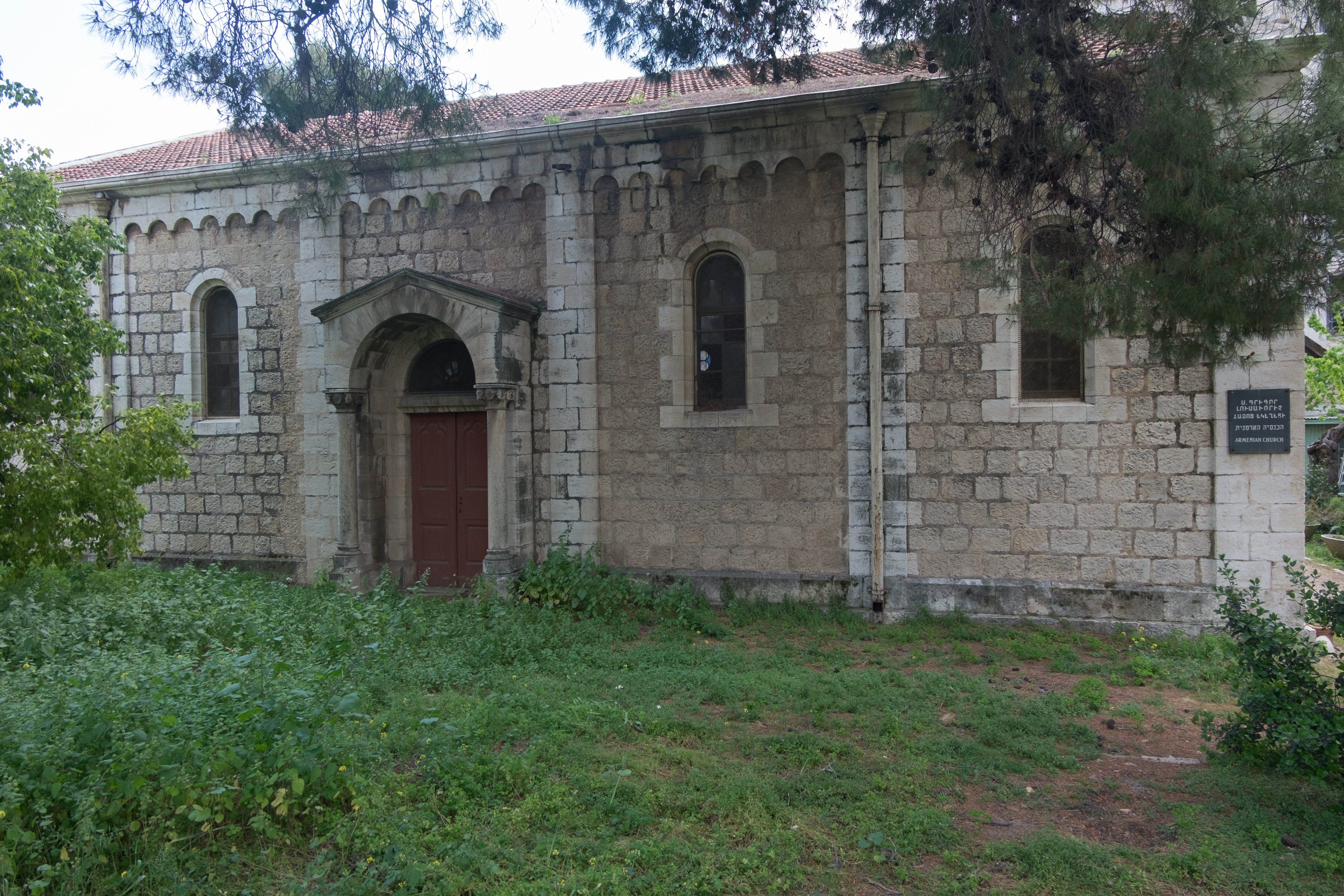
Ehemaliger Gemeindesaal der Templer, Rechov ʿEmeķ Refa’im 1 Ecke Rechov Beit Lechem

Der Gemeindesaal wurde an dem Rand der Kolonie angelegt, der dem Jerusalemer Tempelberg am nächsten liegt. Bei der Einweihung des nach Plänen Theodor Sandels erbauten Gemeindehauses 1882 war der türkische Gouverneur von Jerusalem zugegen. Der Eingang an der Längsseite ist durch einen dekorativen Giebel hervorgehoben; ein Dachreiter dient als Glockenturm. Hier versammelten sich die Templer zum sonntäglichen Gottesdienst mit Predigt und Gemeindegesang zu Orgelbegleitung. Hier fanden aber auch kommunale Versammlungen statt. Seit 1948 wird das Gebäude von der Armenischen Apostolischen Kirche als St. Gregoriuskirche genutzt.

### Lyzeum Tempelstift

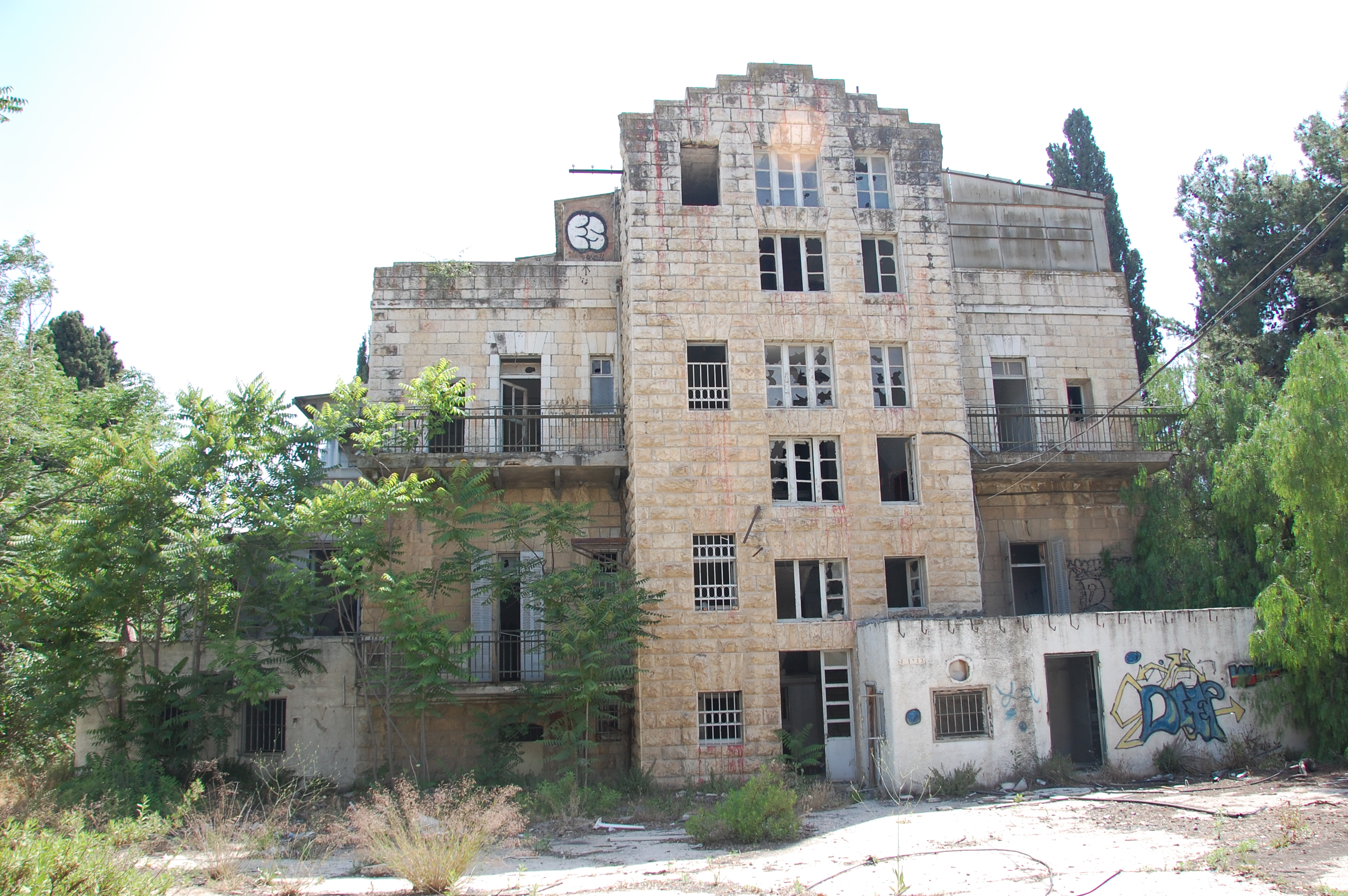
Ehemaliges Lyzeum Tempelstift

In der Mandatszeit gab es in Jerusalem zwei Schulen, die für den Besuch der deutschen Oberstufe qualifizierten: die Propsteischule (Deutsche Evangelische Schule) und das von den Templern betriebene Lyzeum Tempelstift, erbaut 1878. Das Tempelstift war in Jaffa gegründet worden, wo es 1873 Räume im Haus der Tempelgesellschaft bezog, bevor es im Mai 1878 nach Jerusalem umzog. Beide Schulen in Jerusalem waren von staatlicher Förderung aus Deutschland abhängig, verfolgten aber unterschiedliche Konzepte: die Propsteischule entsprach in etwa einem preußischen Reformgymnasium, das Tempelstift einer württembergischen Realschule. Die deutschen Behörden befürworteten schon in der Weimarer Republik eine Vereinigung beider Schulen. Dies wurde 1936/37 im Zeichen der NS-Ideologie forciert. Die britische Mandatsregierung schloss die Schule bei Beginn des Zweiten Weltkriegs; das Gebäude, in der Nachbarschaft des Gemeindesaals, diente danach verschiedenen Zwecken.

### Wohnhäuser
Die Wohnhäuser waren meist für eine Familie vorgesehen und verbanden arabische und europäische Elemente. In arabischer Tradition wurden die Mauern aufgeführt (Zweischalenmauerwerk mit dazwischen gefülltem Steinschutt). Der Haupteingang, oft als Portal gestaltet, öffnete sich zu einem breiten Hauptflur, der die beiderseitigen Zimmer erschloss. Die Küche befand sich im rückwärtigen Bereich des Hauses, die Sanitäranlagen im Hof. Der niedrige Keller, welcher zur Lagerung von Arbeitsgeräten, Lebensmitteln und Wein diente, wurde durch eine Außentreppe betreten. Hier gab es oft auch einen Raum für einen arabischen Diener. Viele Häuser besaßen im Keller eine Zisterne. Die Häuser hatten mit roten Schindeln gedeckte Satteldächer. Es gab Balkone, gestrichene Fensterläden und bei den aufwendiger gestalteten Häusern Bibelverse über dem Eingang. (Simon Goldhill zufolge wurden die roten Ziegeldächer der German Colony von Zionisten übernommen und als bewusster Kontrast zur arabischen Architektur im Rahmen eines color coding geradezu Kennzeichen jüdischer Siedlungen in den besetzten Gebieten.)

#### Haus Frank

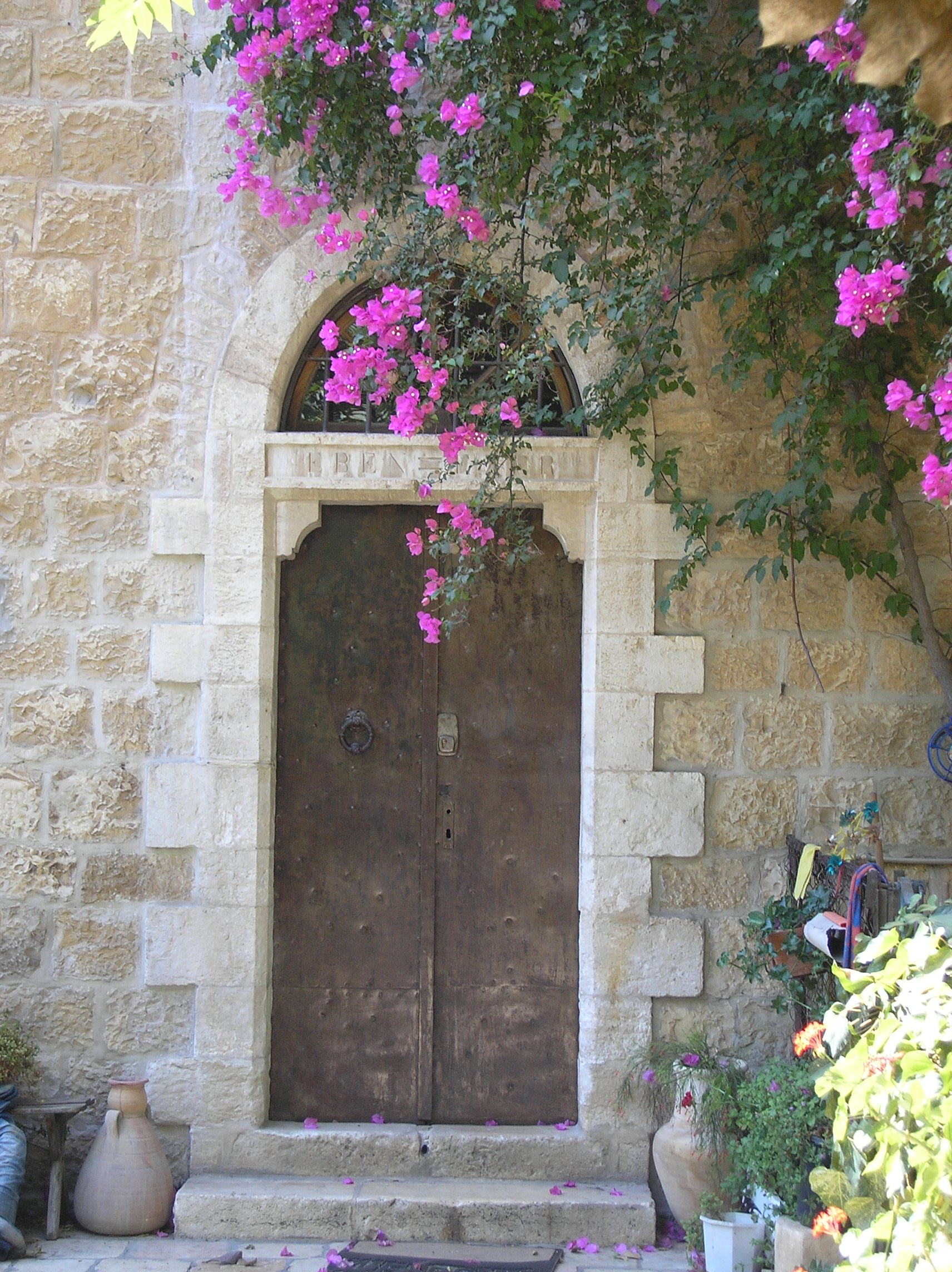
Haus Frank, Emeķ Refa’im St. 6

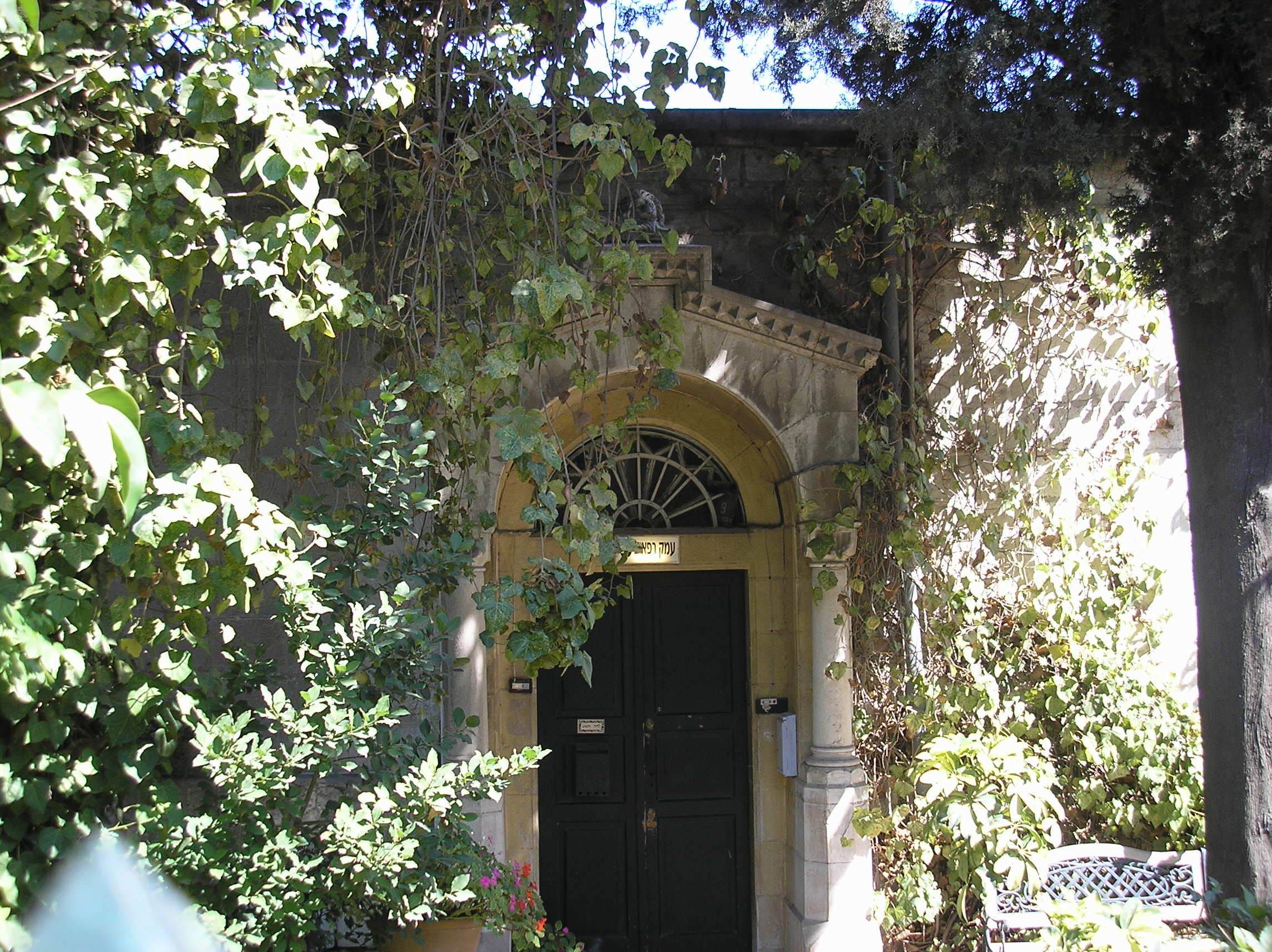
Haus Sandel, Emeķ Refa’im St. 9

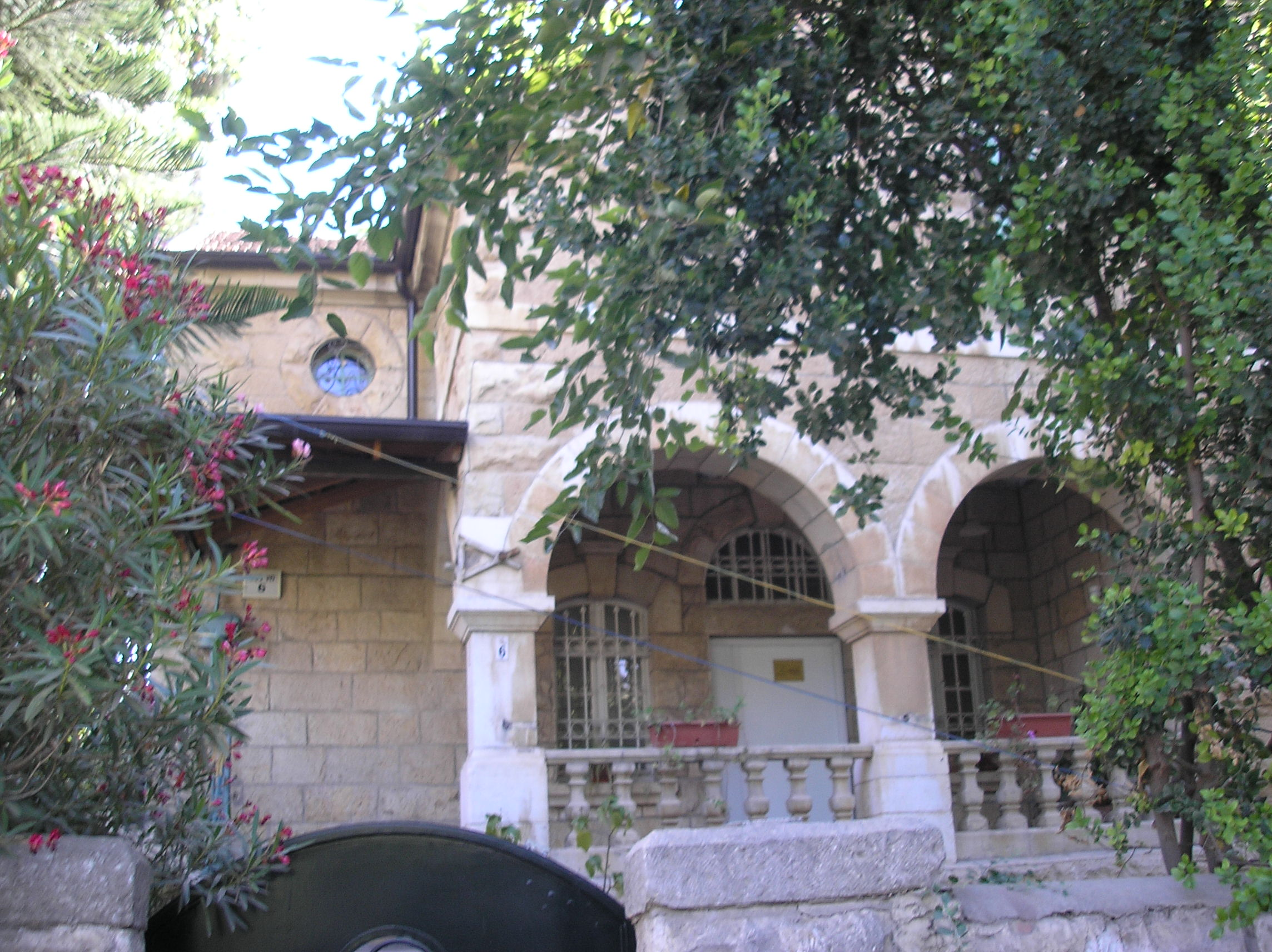
Haus Bäuerle (Boyerle), LLoyd George St.

Dieses Haus wurde bereits vor der Koloniegründung gebaut und unterscheidet sich von den anderen Wohnhäusern dadurch, dass es zweistöckig ist. Matthäus Frank besaß auf dem dazugehörigen großen Grundstück einen Weinberg, zwei Zisternen, eine mit Dampfkraft betriebene Mühle und eine Bäckerei; als besondere Attraktion gab es auf Franks Grundstück einen privaten Swimmingpool. Über dem Portal brachte Frank die Jahreszahl 1873 an sowie die Worte Eben Ezer, womit er sich auf den Bibelvers 1 Sam 7,12  bezog.

#### Haus Sandel
Dieses Haus ist durch einen steinernen Löwenkopf über dem Eingang hervorgehoben, ein Motiv, das von der Apothekenkette genutzt wurde, die die Familie Sandel in Süddeutschland betrieben hatte. Als Architekt war Theodor Sandel an verschiedenen großen Bauprojekten im Jerusalem seiner Zeit beteiligt, darunter der Dormitio-Abtei.

#### Haus Bäuerle (Boyerle)
Gottfried Bäuerle war der Architekt der Koloniehäuser und vereinte in seinem eigenen Wohnhaus in der Lloyd George Street verschiedene ungewöhnliche Architekturelemente, wie ein gedeckter Eingang, dekorative Balkone und Rundfenster.

## Deutsches Hospiz St. Charles
In Nachbarschaft zur Templerkolonie errichtete der Konvent der Borromäerinnen 1894 eine Niederlassung, die später um ein Hospiz (Lloyd George Street 12), eine Schule und ein Altersheim erweitert wurde. Seit 1886 betreuten die Borromäerinnen schon das Hospiz am Jaffator und die dortige Schmidt-Schule für Mädchen. 1912 wurde ein weitläufiger Garten gekauft; seit 1934 werden Pilger aufgenommen. Mit den Einnahmen aus dem Pilgerbetrieb wird die karitative Tätigkeit finanziert.

## German Colony heute
Ebenso wie in den benachbarten Stadtteilen Baq’a, Katamon und Greek Colony fand in der German Colony nach Gründung des Staates Israel ein Austausch der Bevölkerung statt. Wo bis dahin wohlhabende Araber, Deutsche und Griechen gewohnt hatten, zogen jüdische Einwanderer der Unterschicht ein. Großzügig geschnittene Wohnungen wurden für diese armen Mieter in mehrere kleine Wohneinheiten aufgeteilt. Dann setzte in den 1970er Jahren die Gentrifizierung ein: Israelis der Mittelklasse kauften mehrere kleine Appartements, stellten den ursprünglichen Zuschnitt der Wohnung wieder her und setzten den Garten in Stand. Bestehende Freiflächen wurden mit Immobilien bebaut. Hier zogen ebenfalls Angehörige der Mittelklasse ein. Im Blick auf die jüdische Bevölkerung Jerusalems, die einen großen Anteil von Ultraorthodoxen im Stadtzentrum aufweist, die wiederum vielfach der Unterschicht angehören, war es wichtig, dass säkulare und wohlhabende Juden in der German Colony ein innenstadtnahes Wohnquartier fanden, das ihrem Lebensstil entsprach. Mittlerweile gehören rund 25 % der Wohnungen um die Emeķ Refa’im Street Ausländern, vor allem Amerikanern, die oft nur wenige Wochen im Jahr auch dort wohnen.

### Café-Hillel-Attentat

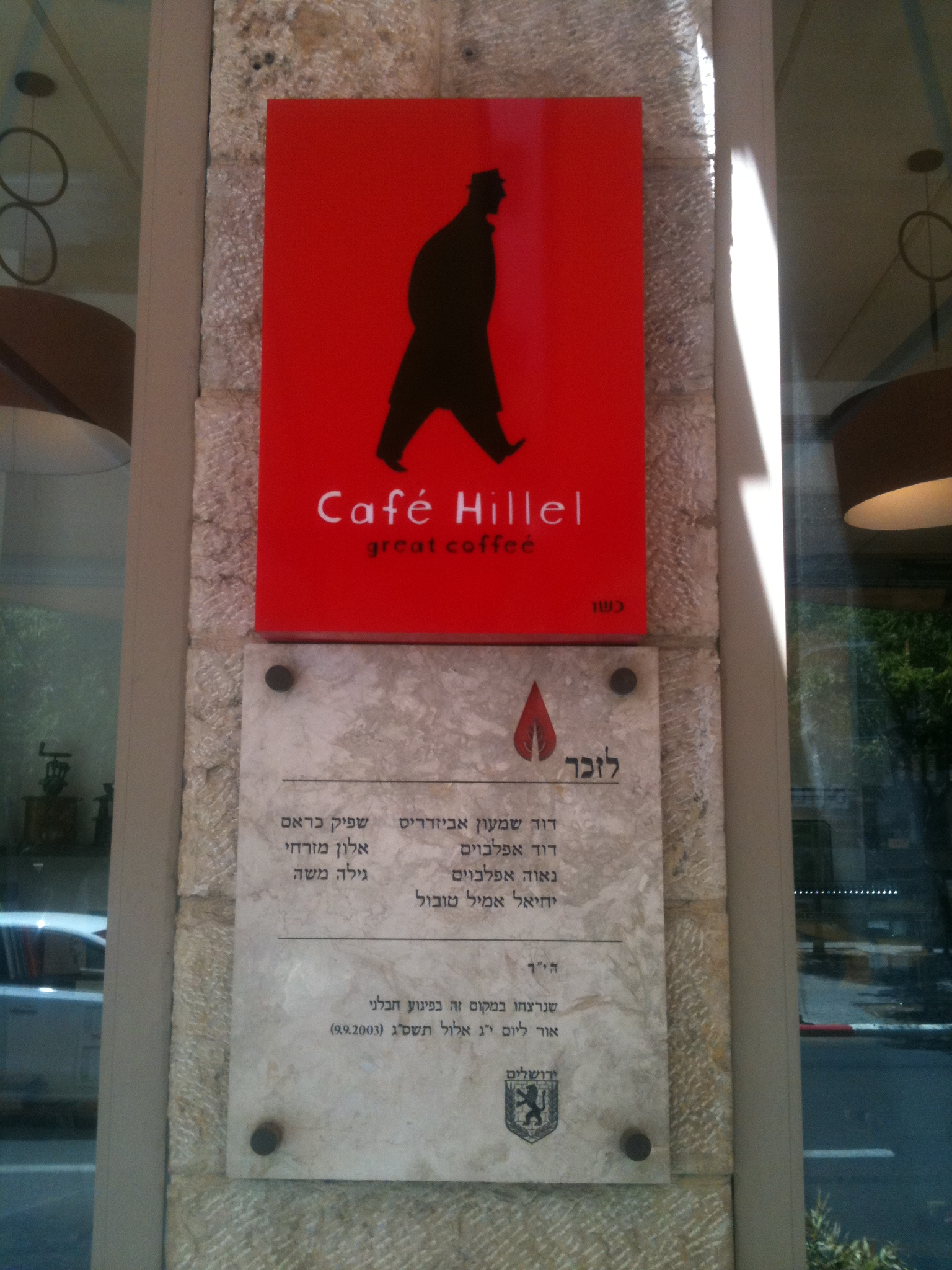
Gedenktafel für die Opfer des Café-Hillel-Attentats

Auf die Filiale der Kette Café Hillel in der Emeķ Refa’im Street wurde am 9. September 2003 ein Bombenattentat verübt. Der palästinensische Selbstmordattentäter riss sieben israelische Zivilisten mit in den Tod, darunter den Wachmann des Cafés. Zahlreiche weitere Personen wurden verletzt. Der militärische Flügel der Hamas (Iz a Din a-Qassam-Brigaden) übernahm hierfür die Verantwortung.
Das zerstörte Gebäude wurde umgehend wieder so aufgebaut, wie es vor dem Attentat ausgesehen hatte, allerdings mit unauffälligen Veränderungen des Eingangsbereichs, um eine größere Sicherheit der Cafébesucher zu gewährleisten.

### Naturhistorisches Museum

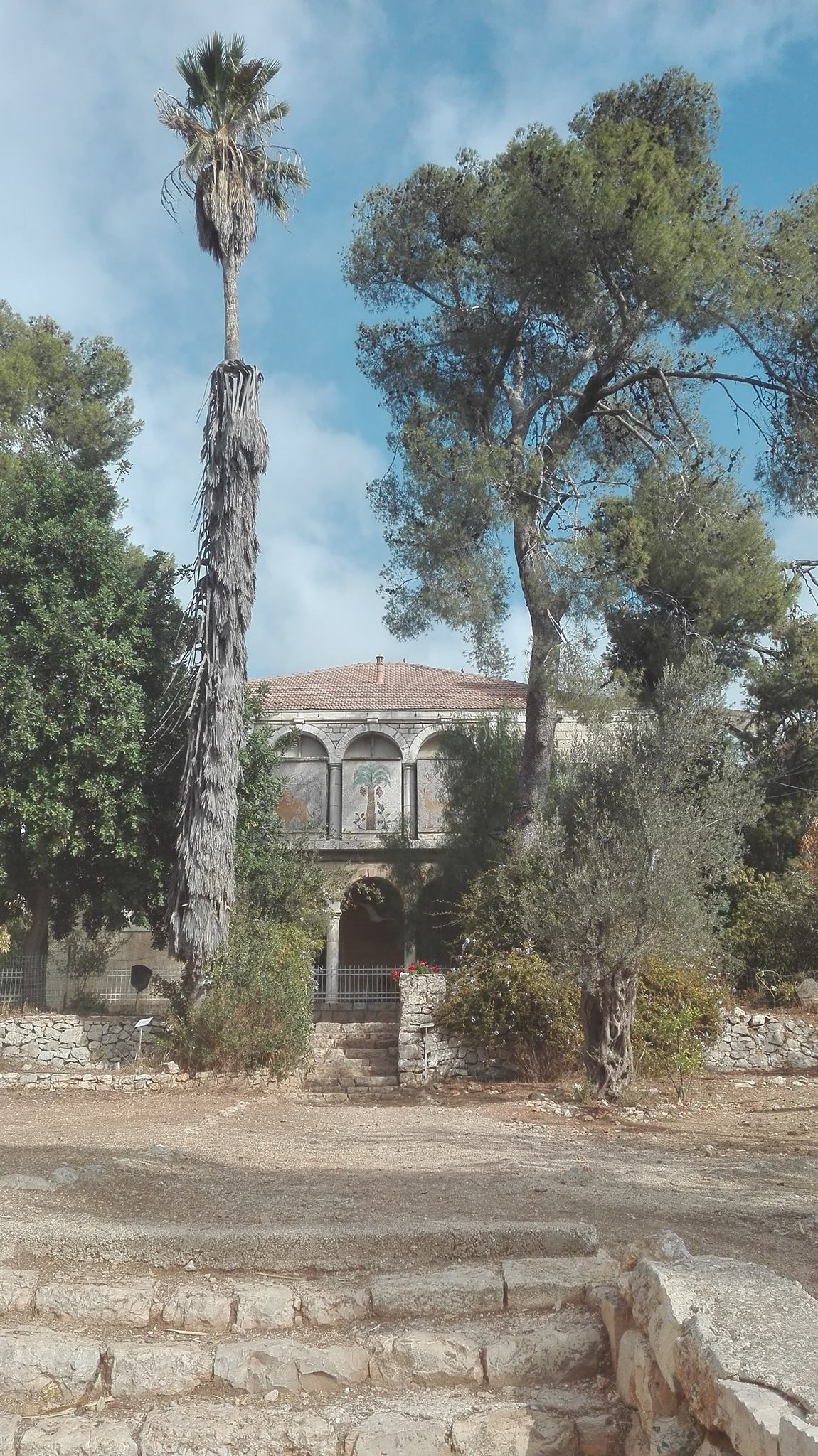
Museum of Natural History

Das von einem armenischen Geschäftsmann 1862 als großzügiges Privathaus errichtete Gebäude in der heutigen Shmu'el Mohilever Street 6 wird seit 1949 als Naturhistorisches Museum genutzt. Es verfügt über einen parkartigen Garten mit mediterranen Pflanzen. Die Sammlung umfasst zahlreiche Tierpräparate, darunter den letzten Leoparden der Wüste Juda. Angesichts eines fehlenden Modernisierungskonzepts war die Zukunft des Museums 2017 ungewiss.